# Франц, Ута
У́та Франц (нем. Uta Franz, урожд. Ута Францмайр (Uta Franzmair), в замужестве Ута Трой; 19 сентября 1935, Бадгастайн — 17 августа 2012, Филлах) — австрийская киноактриса.

## Биография
Ута Франц родилась в семье владельца гостиницы и, окончив школу, решила получить языковое образование. По окончании учёбы в Швейцарии, отправилась практиковаться в итальянском языке в Рим, где её заметили и открыли для кино.
Дебют Уты Франц состоялся в 1953 году в фильме итало-французского производства «Вилла Боргезе». Спустя год Франц снялась в своём втором фильме «Парижанка в Риме», где её партнёром на съёмочной площадке стал кинолегенда Пауль Хёрбигер. В 1955 году Эрнст Маришка пригласил Уту Франц на роль принцессы Елены Баварской в фильме «Сисси». Несмотря на творческий успех в этом фильме, Ута Франц решила оставить актёрскую карьеру и не снималась в кино после 1957 года. Фильм «Сисси. Трудные годы императрицы» стал её седьмым и последним фильмом. Ута Франц вышла замуж, родила сына и проживала с семьёй в Австрии. Похоронена на местном Лесном кладбище в Филлахе.

## Фильмография
- 1954: Парижанка в Риме / Una Parigina a Roma
- 1955: Королевский вальс / Königswalzer
- 1955: Сисси
- 1957: Сисси. Трудные годы императрицы